# Pelecopsis bicornuta
Pelecopsis bicornuta är en spindelart som beskrevs av Paul Hillyard 1980. Pelecopsis bicornuta ingår i släktet Pelecopsis och familjen täckvävarspindlar. Inga underarter finns listade i Catalogue of Life.